# Bédoin
Bédoin là một thị trấn của tỉnh Vaucluse, thuộc vùng Provence-Alpes-Côte d'Azur, miền đông nam nước Pháp.